# Sigbert Ganser

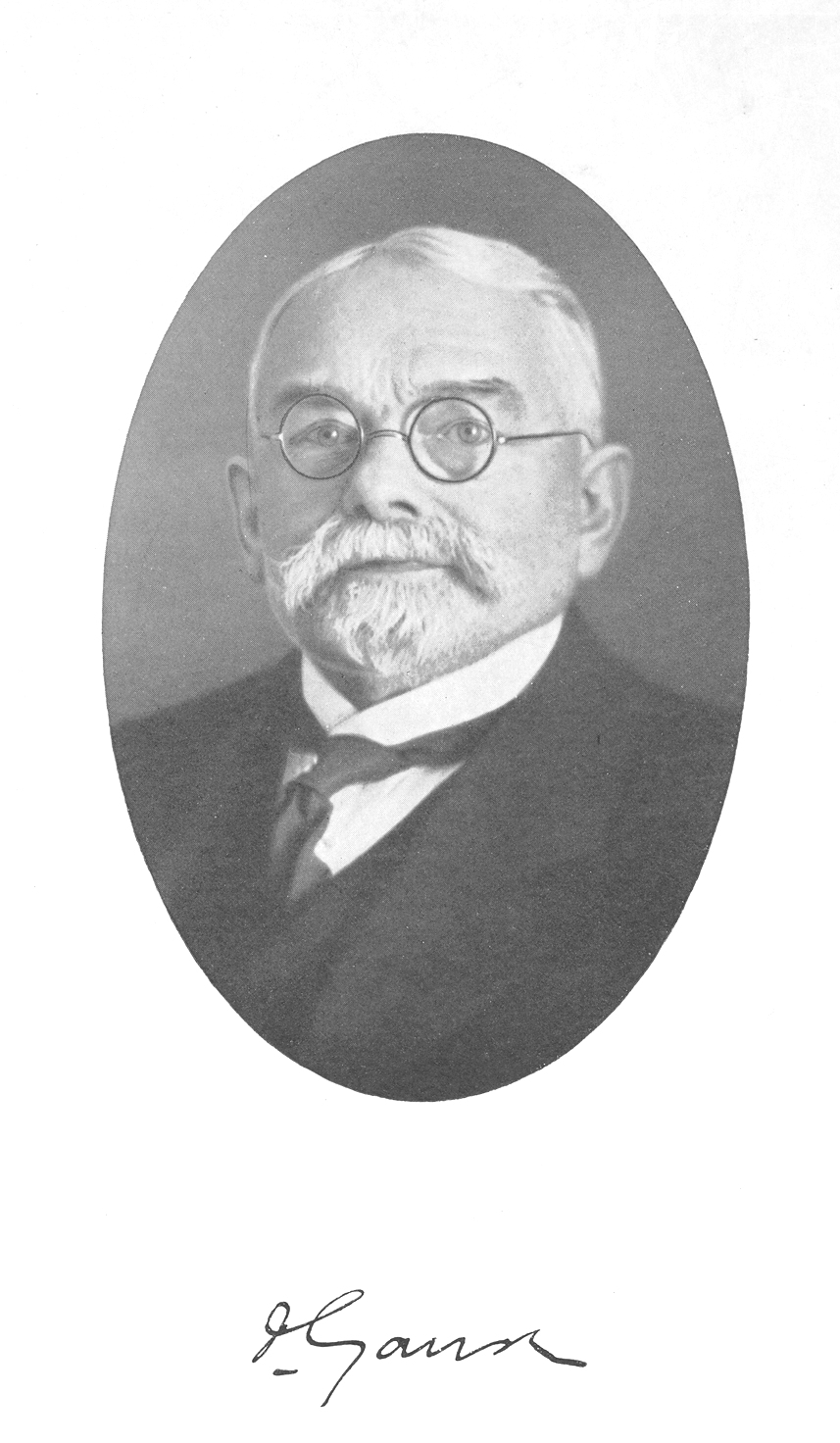
Sigbert Ganser

Sigbert Joseph Maria Ganser (* 24. Januar 1853 in Rhaunen, Rheinprovinz; † 4. Januar 1931 in Dresden) war ein deutscher Psychiater und Anstaltsdirektor.

## Leben
Sigbert Joseph Ganser Vater Peter Joseph Ganser war Notar und verheiratet mit Katharina Jonas.
Sigbert Ganser studierte Medizin in Würzburg, Straßburg, sowie in München an der Ludwig-Maximilians-Universität. Dort wurde er 1876 promoviert. Nach seiner Zeit als Assistent von Franz von Rinecker an der Psychiatrischen Klinik und der Klinik für Syphilis und Hautkrankheiten in Würzburg am Juliusspital von 1876 bis 1877 ging er 1877 als Assistent zu Bernhard von Gudden an die Kreis-Irrenanstalt in München. Hier habilitierte er sich 1880 über die Anatomie von Maulwurfsgehirnen. 1884 wurde er Oberarzt an der Brandenburgischen Landesanstalt Sorau unter Adolf Schmidt.
Zwei Jahre später folgte er Emil Kraepelin als dirigierender Arzt der „Irrenabteilung“ am allgemeinen Krankenhaus Dresden-Friedrichstadt nach, nachdem Kraepelin 1886 eine Professur an der Kaiserlichen Universität Dorpat annahm. Unter seiner Leitung entwickelte sich aus der Irrenabteilung die Städtische Heil- und Pflegeanstalt für Geisteskranke und Sieche.
Im Jahr 1897 beschrieb Ganser erstmals das später nach ihm benannte Ganser-Syndrom. Er berief sich dabei auf seine während seiner Tätigkeit als forensischer Psychoneurologe gemachten Beobachtungen. Dort hatte Ganser bei drei Untersuchungsgefangenen erstmals eine solche Symptomatik als „hysterischen Dämmerzustand“ identifiziert.
1889 heiratete er Mary Sophia Cloete-Brown. Mit ihr hatte er zwei Kinder: Herbert (1893) und Sibylla (1894).
1908 wurde Ganser zum Geheimen Medizinalrat ernannt und außerordentliches Mitglied des Königlich Sächsischen Landesgesundheitsrates. 1924 trat er in den Ruhestand.

## Schriften
- Ueber die vordere Hirncommissur der Säugethiere. In: Archiv für Psychiatrie und Nervenkrankheiten. 9, 1879, S. 286–299 doi:10.1007/BF02666472.
- Ueber die Anatomie des vorderen Hügels vom Corpus quadrigeminum. In: Archiv für Psychiatrie und Nervenkrankheiten. 11, 1880, S. 278–281.
- Zur Anatomie der Katzenretina. In: Zeitschrift für vergleichende Augenheilkunde. 1, 1882, S. 139.
- Ueber die periphere und centrale Anordnung der Sehnervenfasern und über das Corpus bigeminum anterius. In: Archiv für Psychiatrie und Nervenkrankheiten. 13, 1882, S. 341–381 doi:10.1007/BF02013534.
- Vergleichend-anatomische Studien über das Gehirn des Maulwurfs. In: Morphologisches Jahrbuch. 7, 1882, S. 591–725.
- Wie lässt sich am besten der sogenannte eiserne Bestand für Truppen im Felde herstellen? In: Archiv für Hygiene. 3, 1885, S. 500–520.
- Demonstration eines Kranken mit Aphasie und Hemianopsie. In: Jahresbericht der Gesellschaft für Natur- und Heilkunde in Dresden 1887/188. 1888, S. 147–149.
- Ueber einige Symptome der Hysterie und über die Beziehungen der Hysterie zum Alkoholismus. In: Jahresbericht der Gesellschaft für Natur- und Heilkunde in Dresden 1893/1894. 1894, S. 119–133.
- Über einen eigenartigen hysterischen Dämmerzustand. In: Archiv für Psychiatrie und Nervenkrankheiten. 30, 1898, S. 633–640 doi:10.1007/BF02036039.
- Die neurasthenische Geistesstörung. In: Festschrift zur Feier des fünfzigjahrigen Bestehens des Stadtkrankenhauses zu Dresden-Friedrichstadt. Baensch, Dresden 1899, S. 81–89.
- Die Trunksucht – eine heilbare Krankheit. Vortrag, gehalten in der Jahresversammlung des sächsischen Landesverbandes gegen den Mißbrauch geistiger Getränke in Döbeln am 23. Juni 1901. Dresden 1901.
- Säuferwahnsinn. In: Allgemeine Zeitschrift für Psychiatrie. 59, 1902, S. 542.
- Zur Lehre vom hysterischen Dämmerzustande. In: Archiv für Psychiatrie und Nervenkrankheiten. 38, 1904, S. 34–46 doi:10.1007/BF02173461.
- Zur Behandlung des Delirium tremens. In: Münchener Medizinische Wochenschrift. 54, 1907, S. 120–122.
- Alkohol und Geisteskrankheiten. Vortrag, gehalten in dem vom sächsischen Landesverband gegen den Mißbrauch geistiger Getränke vom 3. bis 10. Juni 1908 veranstalteten wissenschaftlichen Kursus zur Erforschung der Alkoholfrage. Dresden 1909.
- Ueber Hysterie. In: Münchener Medizinische Wochenschrift. 59, 1912, S. 48.
- B. v. Gudden. In: Theodor Kirchhoff (Hrsg.): Deutsche Irrenärzte. Einzelbilder ihres Lebens und Wirkens. Band 2. Springer, Berlin 1924, S. 47.